# Hont
Hont község Nógrád vármegyében, a Balassagyarmati járásban.

## Fekvése
Közvetlenül a szlovák határ mellett fekszik. A közvetlenül szomszédos települések: észak felől, az Ipolyon túl, Szlovákia területén Tesmag, kelet felől Drégelypalánk, nyugat felől pedig Bernecebaráti (dél felől a két utóbbi településhez tartozó, börzsönyi erdőségek határolják).

### Megközelítése
Legfontosabb közúti megközelítési útvonala a 2-es főút, mely a lakott területének déli széle közelében halad el; Hont területén található a főút parassapusztai határátkelőhelye is Szlovákia felé. A község főutcája a 24 148-as számú mellékút; a határszélét érinti még keleten a 24 147-es út, nyugaton pedig a Szobtól idáig húzódó 1201-es út is, mely közvetlenül a határátkelő előtt torkollik be a 2-es főútba.
Napjainkban vasút nem érinti a települést (a legközelebbi vasútállomás Drégelypalánkon van) de ez nem volt mindig így: az 1968-as közlekedéspolitikai koncepció áldozata lett a (Vác-)Drégelypalánk-Ipolyság(Sahy)-vasútvonal (melyen Vác-Drégelypalánk között ma még van forgalom), melynek egy szolgálati helye volt a településen, a mára már megszűnt Hont megállóhely.

## Élővilága
A település határában található a Duna–Ipoly Nemzeti Park egy szakasza. Az északi Ipoly-szakasz mentén háborítatlanul fennmaradt a folyó árterének sajátos növényvilága: kisebb-nagyobb mocsaras, lápos területek, nedves rétek, üde nyárasok, fűz- és égerláp foltok kísérik a kis holtágakkal ékített folyót. A vizekben gyakori a vízitök és a tündérrózsa, a nedves réteken pedig védett kosbor- és nősziromfajok is találhatóak.
Az itteni páratlanul gazdag madárvilág jellegzetességei közé tartozik a nagy kócsag, a szürke gém, a bölömbika, illetve a fekete- és fehérgólya. Az Ipoly homokos partfalán partifecskék, gyurgyalagok és jégmadarak fészkelnek. Nem ritka azonban a réti- és a parlagi sas sem. A mocsaras vidéken gyakori látvány a tarajos gőte.

## Földrajza

### Éghajlat
A térség éghajlata mérsékelten hűvös és száraz. Évi középhőmérséklete 9,5 Celsius-fok, napsütéses óráinak száma 1850 és 1900 körül van. A csapadék évi mennyisége 610–650 milliméter között ingadozik.

### Vízrajz
A környék az Ipoly vízgyűjtő területéhez tartozik. A folyó esése ezen a szakaszon alig éri el a 0,3 métert. Ennek eredményeként alacsony vízállás idején a nagy kanyarulatokban csaknem megáll a víz, ha pedig áradás következik be, átlépi a medret és nagy területeket elönt. Ezek az áradások táplálják az Ipoly menti mocsarakat is. Ezen kívül két mellékvíz halad keresztül a községen, a Zátori- és a Csitári-patak – ez utóbbi az Ipolyba torkollik. Érdekes színfoltja a tájnak még az ún. Kozarek tó is. Sajnos azonban ez a hajdan páratlan természeti értékkel rendelkező tavacska mára már a pusztulás szélére került.

### Geológia
A Börzsöny északi nyúlványait többnyire üledékes kőzetek alkotják, melyek még a miocén kori vulkanikus tevékenységek előtt keletkeztek. Az egykor itt hullámzott sekélyvizű oligocén-miocén kori tenger ősmaradványait őrzi a híres Honti-szakadék. A meredek domboldalba vágódott szurdokvölgy, mintegy természetes földtani metszetként tárul az idelátogatók elé. A mederfal jórészt löszös agyagból áll, de márgás, riolittufás és montmorillonitos rétegek is akadnak itt, amelyekben megkövesedett rákok, csigák, kagylók, cápafogak, korallok és más tengeri élőlények nyomai is megtalálhatóak. Ezeknek a fosszíliáknak a gyűjtése azonban szigorúan tilos!

## Története

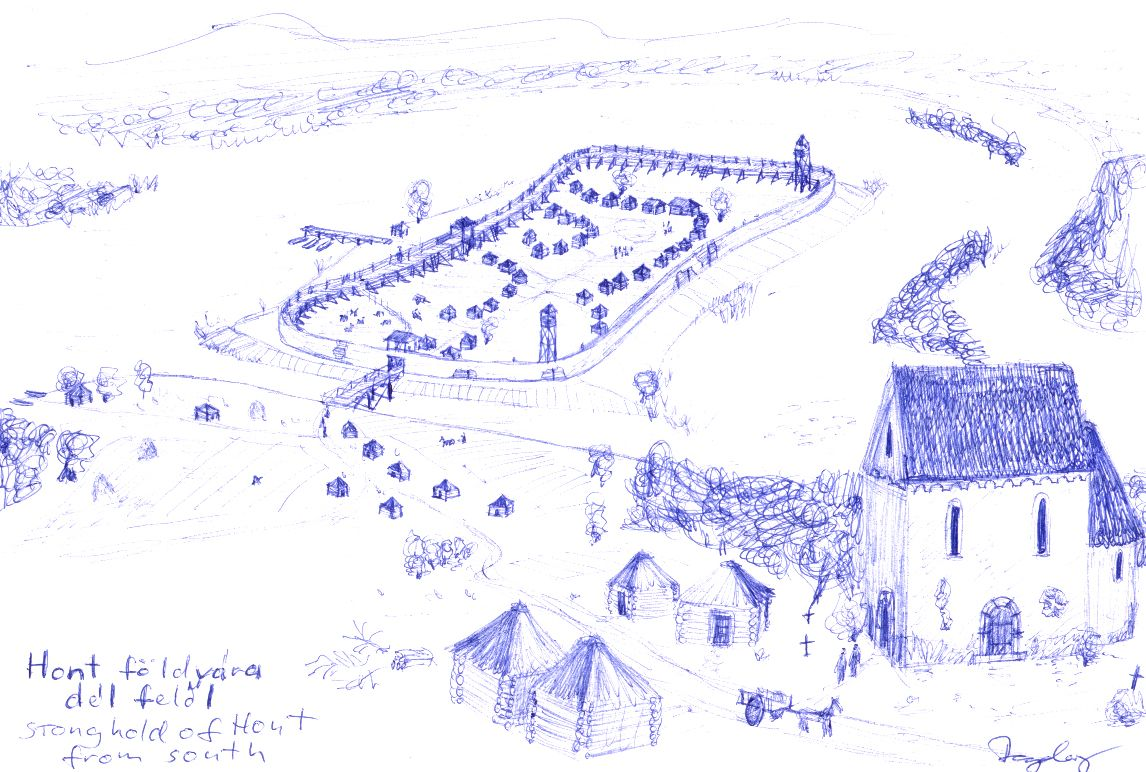
Hont földvárának rekonstrukciós rajza

Az ember a jégkorszak után jelent meg ezen a vidéken. A régészet tanúsága szerint a letelepedés első nyomai a középső paleolit korba, kb. 8000 évvel ezelőttre nyúlnak vissza. Több ősember készítette tárgyat – szerszámokat, pengéket, nyílhegyeket – találtak ezen a területen. A késő bronzkori Kyjatice kultúra nyomait is felfedezték a közeli Jelenc-hegyen, ahol nagy valószínűséggel egy földvár állt.
A település a középkorban Hont vármegye első székhelye volt, és a Hontpázmány nemzetség ősi birtokát képezte. Nevét első ispánjáról, a X. század végén – valószínűleg Gizella királyné kíséretében – Magyarországra érkező Hunt lovagról kapta. Hunt és testvére a Szent István uralkodása alatt kiépülő vármegyerendszerben eredetileg egy nagyobb északi terület, a nyitrai hercegség urai lehettek, ami nemcsak Hont, de Gömör, Nógrád és más vármegyék területére is kiterjedhetett. Ezek a területek aztán az új közigazgatás megszervezésével önállósultak, kettéosztva Nagy-Hont vármegyét Hontra és Kis-Hontra.

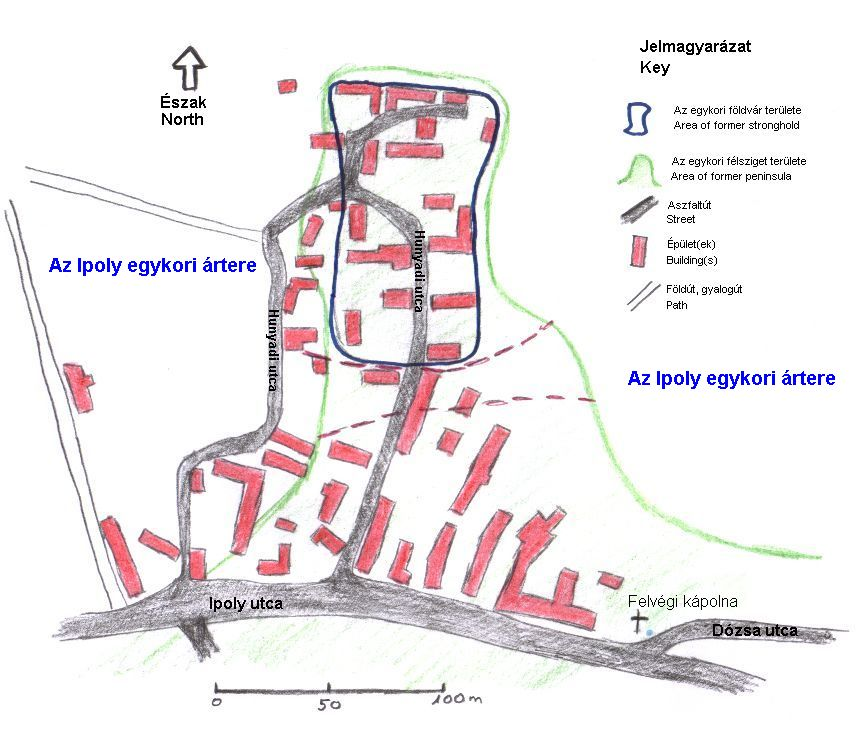
A földvár helyének térképe

A falu, valamint a földvárak alapításáról nem maradtak fenn írott források, csupán a néphagyomány és régészet nyújt bizonytalan értékű adatokat a korai időkről. Pázmán a falun kívül eső Kukucska- vagy Pázmán-hegyen építette fel a maga erősségét, ám ez nagyon hamar elpusztult. Ma már felszíni nyomai nincsenek. Hunt földvára – a tulajdonképpeni ispánsági vár – a X-XI. század fordulóján épülhetett az Ipoly egykori kanyarulatában, a mostani falu északi részén (Hunyadi utca). Falait fából, gerendából emelték, maradványainak egy része napjainkban is látható, mint terepdomborulat. Az itt végzett ásatások során harci bárdokat, szekercéket, cserépedényeket és emberi maradványokat is találtak – sajnos azonban a további régészeti feltárásokat erősen megnehezíti, hogy a vár egykori területe ma már sűrűn be van építve lakóházakkal.
Első írásos említése „Castrum de Hunt” alakban II. András 1219-ben kelt oklevelében történik, amikor a király megerősíti Herwint, Rudger fiát bizonyos Hont vármegyei föld birtokában, mely földet még Imre király vett ki a honti várbirtokból, s adományozott Rudger ispánnak. Később egy 1246-ban kiadott oklevélben szerepel „Castri nostri Hunth” néven. 1256-os forrásokból az is kiderül, hogy ez idő tájt a vár seregeinek parancsnoka egy bizonyos Boleszló nevű lovag volt. 1284-ben a falut már magánbirtokként említik, tehát a vár jelentősége ekkor már nem lehetett számottevő – egyes kútfők szerint a XIII. század végén az egymással viaskodó országnagyok harcaiban pusztult el.
A vár pusztulása azonban nem jelentette egyértelműen a falu pusztulását is. Már 1156-ban és 1232-ben megemlítik a honti főesperességet, sőt egy 1264-ben keletkezett oklevél tanúsága alapján arra is következtetni lehet, hogy az itteni egyház patrónusa Szent Euszták volt. A községet egy ideig Csák Máté bitorolta, majd a konszolidációt követően királyi birtok lett. 1390-ben Zsigmond a drégelyi uradalommal együtt a Tari családnak adományozta, ám 1424-től ismét királyi igazgatás alatt állt. Végül 1438-ban Albert király örökjogon ajándékozta Pálóci György esztergomi érseknek – innentől kezdve egészen 1945-ig az esztergomi érsekség birtokolta a honti földeket. Mindemellett különböző egyházi dézsmajegyzékekből megismerhetjük a középkori Hont lakóinak névsorát: Nicolaus Farkas, Michael Gaacz, Urbanus (1470), Michael és Johannes Bench, Benedictus Dora, Stephanus Kowach, Mathias Magnus, Albertus Paruus, Martinus Urban, Petrus Zelyn (1507).
Két évszázadon keresztül ismét hiányosak az adatok a község történetét illetően, csupán a török hódoltság korából maradtak fenn újabb nyomok. Ekkor a község lakossága nagyon sokat szenvedett a törökök zaklatásaitól: a XVII. században dúló zűrzavarban annyi gyötrelem érte, hogy lakossága elmenekült. Ezt igazolja az a följegyzés is, amely 1630-ban Hontot az elpusztult falvak között sorolja fel. A menekülő lakosok egy része az ún. Sárkánytörés nevű sziklába vájt üregben húzódott meg az ellenség elől. Egykorú naplójegyzetek szerint a nógrádi bég adómegtagadás miatt, Hont község összes családfőjét – szám szerint mintegy hatvan férfit – lemészároltatta. A faluban található Felvégi kápolna körül a XIX. században sok emberi csontot ástak ki, melyeket a nógrádi bég mészárlásaival hoznak kapcsolatba.

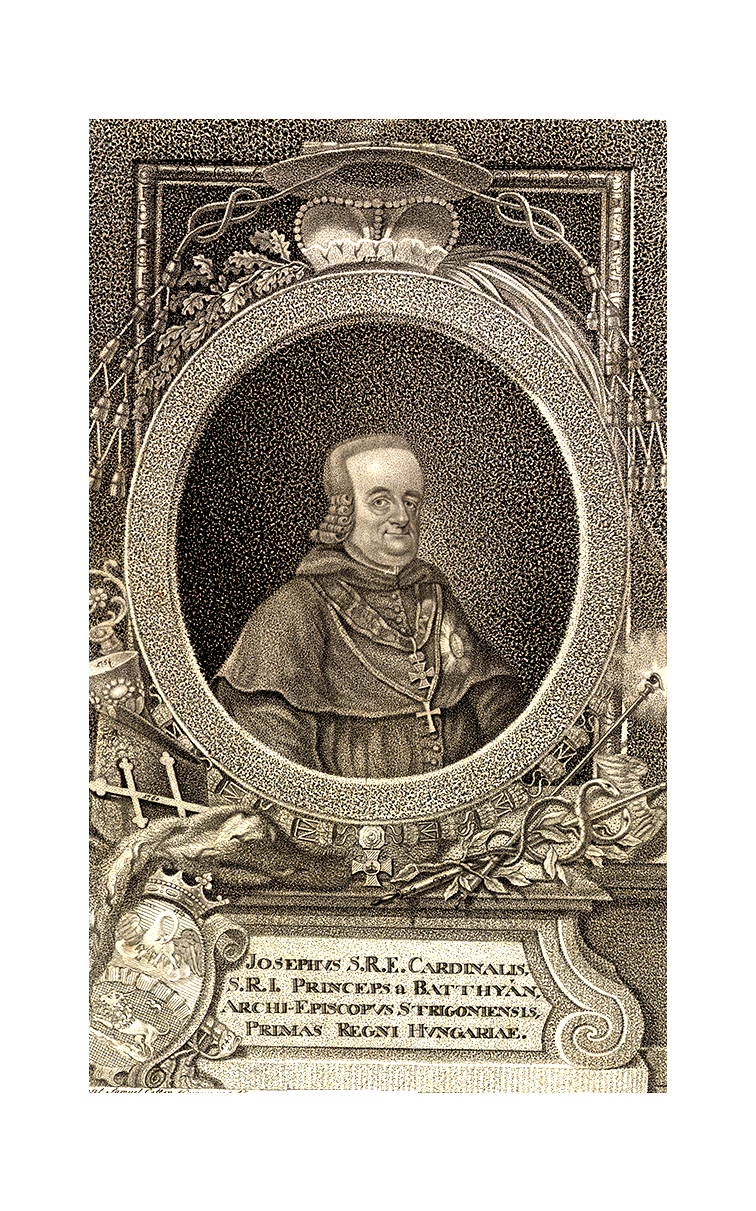
gróf Batthyány József, a honti templom építtetője

A törökök kiűzése után az esztergomi érsekség megkezdte a község újbóli benépesítését. Jobbára a saját birtokaikról telepítettek át földműveseket, akik a kezdeti időkben földet és adókedvezményeket kaptak. Az 1720-ban készült országos összeírásból megismerhetjük az ide érkezők neveit is: Kiss János, Kiss Gergely, István Márton, Gergely György, Gál Mátyás, Csitári Gergely, Csitári István, Bende Mátyás, Lencsés István, Kálmán István, Tóth András, Honti Gergely, Imre Mihály, Szabó Mihály. Az 1767-es urbárium már 48 jobbágyot és 11 zsellért írt össze; összesen tehát 59 családfőt, akiknek jelentős része a fent említett személyek rokona, leszármazottja volt.
1799-ben Vályi András a következőt írja a faluról: HONT. Magyar falu Hont Várm. földes Ura az Esztergomi Érsekség, lakosai katolikusok, fekszik Ipoly vize mellet, Drégely Palánknak filiája, nevezetes vala itten hajdan Hont Vára, mellynek tsak omladékjai, és emlékezete van fel; határja jó gabonát termő, homokos földgyének legelője nagy, mind a’ két féle fája van, szőlö hegyei termők. Ebből a forrásból kiderül tehát, hogy az itteniek főleg gabona- és szőlőtermesztéssel, illetve borkészítéssel foglalkoztak – fölös terményeiket Ipolyságon tudták eladni.
Miután a falu régi kis templomát lebontották, 1776-ban Mária Terézia költségén egy új, barokk stílusú templom épült gróf Batthyány József érsek védnöksége alatt. 1814-ben egy villámcsapás következtében homlokzata megrongálódott, ám ezt hamar helyreállították; tornya egy díszes, hegyes sisakot is kapott. Önálló plébániával azonban ekkor még nem rendelkezett: Drégelypalánk filiája volt, és így az anyakönyveit is itt vezették. Csupán 1922-ben lett újra független.
A XIX. század folyamán megtörtént a jobbágyfelszabadítás (1848) és lezajlott a tagosítás (1853). Az itteniek szabad kisbirtokos gazdákká váltak, ám mindezek ellenére az esztergomi érsekség továbbra is a környék legfőbb birtokosa maradt. Hogy a jobbágyfelszabadítás során elveszett munkaerőt pótolni tudják, egyre több bérest és cselédet alkalmaztak a birtokon, sőt a majorgazdaságok fejlesztésébe is belekezdtek. 1909-ben vasúti vonal épült Vác és Ipolyság között, amely a községet is érintette. Később az 1960-as években a Drégelypalánk–Hont–Ipolyság szakaszon a síneket felszedték.
1914-ben kitört az I. világháború. Hont férfilakosságának jó része megjárta a frontot, 27-en közülük sohasem tértek haza. A háború elvesztését követően, 1919 januárjában a cseh hadsereg átlépte az Ipolyt, és elfoglalta a vasútvonalat. Csak súlyos harcok árán sikerült visszaverni őket az Ipoly mögé. Ennek ellenére a hadseregmozgások augusztus végéig folytatódtak a térségben.
A trianoni békeszerződés súlyosan érintette a falu addigi életét, határ menti településsé vált. Ipolyság, a korábbi közigazgatási és piaci központ helyett a lakosoknak Balassagyarmatra kellett utazniuk az ügyeik intézése végett. Sok családot kettészakítottak az új határok. A revíziós eszmék, valamint a megváltozó politika helyzet hatására 1938-ban megszületett az első bécsi döntés, ami jelentős nagyságú felvidéki területet juttatott vissza Magyarországnak. Ennek fejében viszont Magyarország elkötelezte magát Németország mellett, és 1941-ben belépett a II. világháborúba. A szovjet csapatok 1944 decemberében foglalták el a falut.
Az első bécsi döntés érvénytelenítését követően Hont ismét határfaluvá vált. 1945. március 15-én az esztergomi érsekség földbirtokát Hont és Drégelypalánk között felosztották. A szocializmus idején új házak épültek, megalakult a termelőszövetkezet, és a parassapusztai határátkelőhely révén fontos közlekedési pontja lett az országnak. A Schengeni egyezmény alapján a határőrség 2007-ben megszűnt.

## Közélete

### Polgármesterei
- 1990–1994: Strausz Józsefné (független)[3]
- 1994–1998: Sebestyén János Imre (Fidesz-FKgP-KDNP-MDF)[4]
- 1998–2002: Hrapka Lászlóné (független)[5]
- 2002–2006: Pintér Gáborné (független)[6]
- 2006–2010: Gál Magdolna (független)[7]
- 2010–2014: Gál Magdolna (független)[8]
- 2014–2019: Gál Magdolna (független)[9]
- 2019–2024: Gál Magdolna (független)[10]
- 2024– : Gál Magdolna (független)[1]

## Népesség
A település népességének változása:
| Lakosok száma | 475  | 471  | 468  | 471  | 533  | 526  | 517  |
|               | 2013 | 2014 | 2015 | 2021 | 2022 | 2023 | 2024 |

2001-ben a település lakosságának 98%-a magyar, 1%-a cigány, 1%-a egyéb nemzetiségűnek vallotta magát.
A 2011-es népszámlálás során a lakosok 91,6%-a magyarnak, 2,8% cigánynek, 0,6% németnek, 1,1% szlováknak mondta magát (8,4% nem nyilatkozott; a kettős identitások miatt a végösszeg nagyobb lehet 100%-nál). A vallási megoszlás a következő volt: római katolikus 84,3%, református 1,5%, evangélikus 0,3%, felekezeten kívüli 2,4% (11,2% nem nyilatkozott).
2022-ben a lakosság 84,4%-a vallotta magát magyarnak, 4,5% szlováknak, 1,3% cigánynak, 0,9% németnek, 0,6% románnak, 0,2-0,2% lengyelnek, örménynek és ruszinnak, 1,3% egyéb, nem hazai nemzetiségűnek (15,2% nem nyilatkozott; a kettős identitások miatt a végösszeg nagyobb lehet 100%-nál). Vallásuk szerint 56,7% volt római katolikus, 1,7% református, 0,4% evangélikus, 0,2% ortodox, 0,4% egyéb keresztény, 0,9% egyéb katolikus, 8,3% felekezeten kívüli (31,3% nem válaszolt).

## Nevezetességei
- Honti-szakadék Természetvédelmi Terület és tanösvény[14]
- Barokk stílusú Mennybemenetel templom (1776)
- Tsitári kápolna (1949) és forrás
- Szondi alagút

## Híres emberek
- Itt született Gál János (1928-2001) erdőmérnök, az Erdészeti és Faipari Egyetem egykori rektora.

## Hont az irodalomban
- Hont a címadó helyszíne Móra Ferenc A honti igricek című elbeszélésének.
- Helyi néplegendát dolgoz fel Balogh Béni A csitári Kutyika című mondájában.

## Turizmus
Hont tagja a Sugárkankalin Turisztikai Egyesületnek, melynek célja térség turizmusának fejlesztése, és természeti értékeinek bemutatása. A község a Palóc út egyik állomása is.